# Lepidosaphes gloverii
Lepidosaphes gloverii är en insektsart som först beskrevs av Alpheus Spring Packard 1869.  Lepidosaphes gloverii ingår i släktet Lepidosaphes och familjen pansarsköldlöss. Inga underarter finns listade i Catalogue of Life.

## Bildgalleri

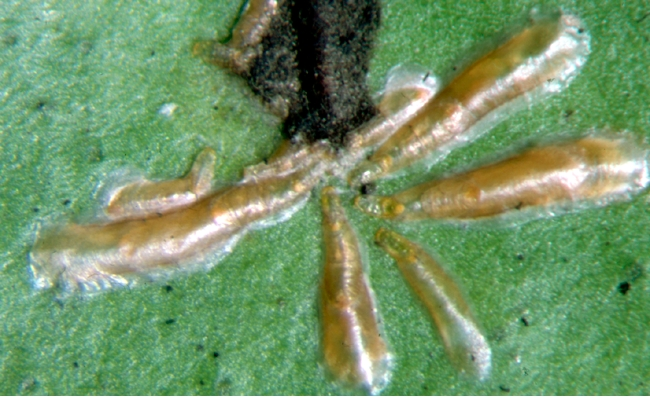